# Paul Friedrich August Ascherson
Paul Friedrich August Ascherson (Berlijn, 4 juni 1834 - Berlijn, 6 maart 1913) was een Duits botanicus en entomoloog.
Ascherson werd geboren in Berlijn in 1834 als zoon van een gezondheidsadviseur. In 1850 begon hij met de studie geneeskunde aan de Universiteit van Berlijn, maar al snel begon hij steeds meer geïnteresseerd te raken in de plantkunde. In 1855 ontving hij zijn doctoraat voor een proefschrift over de flora van Mark Brandenburg. In de jaren 1850, begon hij aan de flora van Saksen, samen met Ludwig Schneider en Gustav Maass ondernam hij hiervoor verscheidene excursies. In 1860 was hij werkzaam als assistent aan de botanische tuin in Berlijn en in 1865 begon hij ook zijn werk bij het Koninklijk Herbarium. In 1863, werd hij bevorderd tot hoogleraar voor specifieke plantkunde en plantengeografie en in 1873 werd Ascherson universitair hoofddocent aan de Universiteit van Berlijn. Hij begeleidde Friedrich Gerhard Rohlfs op zijn expeditie in de Libische woestijn van 1873 tot 1874. Na 1876 ging hij op expedities naar Afrika en publiceerde fundamentele werken over de flora van het continent. In de jaren 1890 bracht hij het plantenleven van Jerichower Land en in de Vorharz in kaart, samen met Paul Graebner.
Ascherson staat bekend om het combineren van werken over de flora op bepaalde plaatsen met zijn eigen waarnemingen om de flora van een groter gebied te beschrijven. Hij was tevens entomoloog. De insectencollecties die door heb zijn samengesteld op zijn reizen door afrika, zijn geconserveerd in Museum für Naturkunde in Berlijn.
De standaard auteur afkorting van Ascherson, die gebruikt wordt in botanische beschrijvingen, is Asch. hoewel ook Aschers. is gebruikt in het verleden.
- Bibsys: 1051195
- Bibliothèque nationale de France: cb15365456j (data)
- Author citation (botany): Asch.
- CiNii: DA0284784X
- Gemeinsame Normdatei: 116360755
- International Standard Name Identifier: 0000 0001 1064 9733
- Library of Congress Control Number: no93035168
- Nationale Bibliotheek van Letland: 000192281
- Nationale Bibliotheek van Tsjechië: uk2007399065
- Nationale Bibliotheek van Israël: 987007292892005171
- Nationale Bibliotheek van Polen: a0000002448588
- Nationale en Universitaire bibliotheek Zagreb: 000211485
- Nederlandse Thesaurus van Auteursnamen: 072351489
- Réseau des bibliothèques de Suisse occidentale: 02-A002942132
- Istituto Centrale per il Catalogo Unico: SBLV284146
- LIBRIS: 275632
- SNAC: w65r5bdc
- Système universitaire de documentation: 083858318
- Semantic Scholar: 20630636
- Museum of New Zealand Te Papa Tongarewa: 50453
- Virtual International Authority File: 59388161
- WorldCat: E39PBJmHFVbgBggXwT6gYj8Bfq